# Paolo Bodini
Paolo Bodini (Cremona, 14 aprile 1948) è un politico italiano. Dal 1995 al 2004 è stato sindaco di Cremona.

## Biografia
Si laurea in medicina e chirurgia all'Università degli Studi di Pavia e si specializza in endocrinologia e gastroenterologia. Ha lavorato come primario all'ospedale di Cremona ed è stato professore di gastroenterologia all'Università di Milano.
Nel 1995 viene eletto sindaco di Cremona con la coalizione di centro-sinistra, venendo confermato anche per un secondo mandato nel 1999; rimane in carica fino al 2004.
In quota Democratici di Sinistra, nel 2006 viene eletto deputato della XV legislatura per L'Ulivo; nel 2007 confluisce nel neonato Partito Democratico. Conclude il mandato parlamentare nella primavera 2008.
In seguito riprende l'attività di direttore del dipartimento medico all'ospedale di Cremona, fino al pensionamento nel 2016.
Nel 2017 lascia il PD per aderire al neonato Articolo Uno. In quota a tale partito si candida nella lista del PD alle elezioni regionali in Lombardia del 2023, a cui non risulta eletto.